# Amanda Stepto
Pour les articles homonymes, voir Steptoe (homonymie).
Amanda Stepto (née Amanda Felicitas Stepto le 31 juillet 1970) est une actrice canadienne.

## Biographie

### Carrière
Son rôle le plus connu est celui de Christine « Spike » Nelson dans la série des années 1980 Les Années collège.

## Filmographie
Sauf indication contraire, les informations mentionnées dans cette section peuvent être confirmées par la base de données cinématographiques IMDb,  présente dans la section « Liens externes ».

### Cinéma
- 1996 : Big Deal, So What de Su Rynard : Ruth

### Télévision

#### Séries télévisées
- 1987-1991 : Les Années collège (Degrassi Junior High) : Christine 'Spike' Nelson (62 épisodes)
- 1989 : YTV Rec Room : Elle-même (1 épisode)
- 1992 : Degrassi Talks : Elle-même (6 épisodes)
- 2000 : La Vie avant tout (Strong Medicine) : Mary Vitorelli (épisode pilote)
- 2001-2010 : Degrassi : La Nouvelle Génération (Degrassi: The Next Generation) : Christine 'Spike' Nelson (122 épisodes)
- 2006 : Degrassi: Minis : Christine 'Spike' Nelson (saison 2, épisode 2)
- 2007 : ReGenesis : Leslie McCaine (saison 3, épisode 1 et 2)

#### Téléfilms
- 1992 : School's Out de Kit Hood (en) : Spike
- 2010 : The Rest of My Life de Stefan Brogren : Christine 'Spike' Nelson